# Русская Хомутерь
Русская Хомутерь — деревня в Базарносызганском районе Ульяновской области. Входит в состав Лапшаурского сельского поселения.

## География
Населённый пункт расположен на реке Хомутерька в 9 километрах к северо-западу от рабочего посёлка Базарный Сызган — административного центра района. Расстояние до Ульяновска — 115 километров.

### Часовой пояс
Русская Хомутерь, как и вся Ульяновская область, находится в часовой зоне МСК+1. Смещение применяемого времени относительно UTC составляет +4:00.

## История
Название деревни связано с промыслом местного населения — изготовлением хомутов, телег и колёс.
В 1780 году, при создании Симбирского наместничества, существовали три одноимённых деревни, крещёных чуваш:  Хомутери (позже вошла в состав Малых Хомутерь), Малое Хомутери (обе вошли в Карсунский уезд, ныне в  Барышском районе) и Большие Хомутери (станет Русской Хомутерю) вошла в Канадейский уезд, с 1796 года — в Карсунском уезде Симбирской губернии.
В 1859 году деревня Русская Хомутерь, удельных крестьян, при безименном ключе, входила состав Карсунского уезда Симбирской губернии, в которой в 60 дворах жило 551 человек.
Своей церкви в деревни не было поэтому прихожане ходили в Рождественскую церковь села Ясачный Сызган. В 1899 году в деревне открылась школа грамоты.
В июне 2020 года освятили фундамент небольшой церкви Владимирской иконы Божией Матери, а 23.09.2020 года прошла первая за всю историю этого села служба. 

## Население
| 2010 |
| ---- |
| 166  |

В 1780 году — 79 ревизских душ. 
Согласно переписи 1859 года, было 60 дворов, 551 человек. 
В 1900 году в 96 дворах жило: 283 м. и 319 ж.; 
В 1913 году — 120 дворов, 675 жителей. 
Население села в 1996 году — 326 человек.

## Инфраструктура
Деревня разделена на две улицы (Полевая, Школьная) и один переулок (Школьный).